# Eibiswald
Eibiswald is een gemeente in de Oostenrijkse deelstaat Stiermarken, en maakt deel uit van het district Deutschlandsberg.
Eibiswald telt 1378 inwoners.
Bad Schwanberg ·
Deutschlandsberg ·
Eibiswald ·
Frauental an der Laßnitz ·
Groß Sankt Florian ·
Lannach ·
Pölfing-Brunn ·
Preding ·
Sankt Josef (Weststeiermark) ·
Sankt Martin im Sulmtal ·
Sankt Peter im Sulmtal ·
Sankt Stefan ob Stainz ·
Stainz ·
Wettmannstätten ·
Wies
- Gemeinsame Normdatei: 4123082-6
- Library of Congress Control Number: nr98035261
- MusicBrainz: f34bf750-82c5-45d6-b8ce-b54386b2845d
- Nationale Bibliotheek van Israël: 987007537908305171
- Virtual International Authority File: 143756012
- WorldCat: E39PBJxGXkYb989xWY3b9cJv73